# Eryngium multicapitatum
Eryngium multicapitatum là một loài thực vật có hoa trong họ Hoa tán. Loài này được Morong mô tả khoa học đầu tiên năm 1893.